# Vraždy podle abecedy
Vraždy podle abecedy (v anglickém originále The A.B.C. Murders, někdy také The Alphabet Murders) je detektivní román britské spisovatelky Agathy Christie známé pro své kriminální příběhy. Poprvé byl publikován v lednu roku 1936 a dočkal se velkého úspěchu. Dodnes patří mezi nejznámější a nejúspěšnější autorčina díla. Řadí se rovněž mezi první knihy, kde řádí sériový vrah. Jedná se o jednu z mnoha knih Christie, kde v hlavní roli vystupuje slavný belgický detektiv Hercule Poirot. Dále se zde objevuje i Poirotův nejbližší přítel, kapitán Arthur Hastings, který zastává v příběhu úlohu vypravěče, ostatně jako v několika dalších knihách této spisovatelky.
Kniha začíná příjezdem Arthura Hastingse ze svého statku v Argentině do Londýna, kde se shledává se svým přítelem, geniálním a proslulým detektivem Hercule Poirotem. Belgičana znepokojuje dopis, který právě obdržel. V něm se mu neznámá osoba podepsaná pod pseudonymem ABC vysmívá a upozorňuje ho na jisté město během jistého data. Ač je vše Scotland Yardem považováno za pouhý žert, Poirotovy obavy se záhy naplní, když je nalezeno mrtvé tělo jedné postarší trafikantky. Vypadá to, že se zde objevil vraždící maniak vybírající si jména svých obětí a místo uskutečnění vraždy dle abecedního pořadí, a nehodlá s tím jen tak přestat. Poirot, Hastings a Scotland Yard musí pracovat co nejrychleji, aby mohli zabránit další vraždě, ale zatím nemají žádnou stopu vyjma toho, že je u každé oběti nalezen abecední jízdní řád.

## Hlavní postavy
- Hercule Poirot, slavný belgický detektiv, který zatím dokázal rozlousknout každou záhadu. Tentokrát jej ovšem čeká tvrdý oříšek.
- kapitán Arthur Hastings, Poirotův nejbližší přítel, který mu často pomáhá při vyšetřování, ačkoliv ne zrovna úspěšně
- James Harold Japp, inspektor Scotland Yardu a další Poirotův i Hastingsův přítel
- Crome, mladý ambiciózní, ovšem až přehnaně sebevědomý inspektor Scotland Yardu
- Mary Drower, dobrosrdečná neteř první oběti (Alice Ascherová), která se později podílí na vyšetřování
- Megan Barnard, prudká, ale pravdomluvná sestra druhé oběti (Betty Barnard), také pomáhá dopátrat se pravdě
- Donald Fraser, nesympatický a žárlivý přítel Betty, který není zrovna ochotný spolupracovat, nakonec se ovšem do vyšetřování také zapojí
- Franklin Clarke, charismatický a bohémský bratr třetí oběti (Sir Carmichael Clarke)
- Thora Grey, pohledná, ovšem ve skutečnosti podlá Carmichaelova sekretářka

- Alexander Bonaparte Cust, samotářský a introvertní obchodníček, hlavní podezřelý z abecedních vražd

- Dr. Thompson, psycholog najatý Jappem snažící se vytvořil profil pachatele a pochopit jeho mentalitu

### Oběti
- Alice Ascher, milá postarší trafikantka žijící v Andoveru, která odolně snáší i soužití s opileckým a násilnickým manželem Franzem
- Elizabeth „Betty“ Barnard, mladá servírka žijící s rodiči v Bexhillu, která i přesto, že má přítele Donalda, nebrání se flirtování s ostatními muži
- Sir Carmichael Clarke, bohatý doktor a horlivý sběratel čínského umění žijící v prostorném domě v Churstonu, jehož choť Charlotte umírá na rakovinu
- George Earlsfield, holič zavražděn v kině v Doncasteru a vrahova poslední oběť, která z neznámých důvodů porušila „abecední pravidlo“

## Děj románu
Příběh je vyprávěn očima kapitána Arthura Hastingse, který se na začátku knihy vrací ze svého statku v Jižní Americe do Londýna a navštíví svého nejlepšího přítele, geniálního detektiva Hercula Poirota. Toho zrovna znepokojuje dopis, který právě obdržel, a ve kterém se mu neznámá osoba, podepsána pod pseudonymem ABC, vysmívá a upozorňuje jej na město Andover v určité datum, coby možné dějiště vraždy spáchané autorem dopisu. Scotland Yard, včetně dalšího Poirotova přítele inspektora Jappa, pochopitelně vše považuje za nejapný žert. Belgický detektiv v tom ovšem vidí něco hlubšího, něco temnějšího.
Poirotovy obavy se záhy ukáží jako oprávněné, jelikož je ve vrahem určený den Andoveru nalezeno mrtvé tělo postarší trafikantky Alice Ascherové a na platební desce nalezen abecední jízdní řád. Případu se ujímá Scotland Yard v čele s mladým a ambiciózním, ovšem až příliš pyšným inspektorem Cromem. U vyšetřování pomáhá i Poirot s Hastingsem, ovšem ani po výslechu sympatické neteře oběti, Mary Drowerové, se jim nepodaří zjistit nic důležitého. Za několik dní přijde Poirotovi další dopis, napsaný velmi podobným stylem jako ten první. Tentokrát by se dějištěm vraždy mělo stát přímořské město Bexhill. Když je na bexhillské pláži nalezeno mrtvé tělo mladé servírky Betty Barnardové a na oběti opět spatřen abecední jízdní řád, je již nad slunce jasné, že se zde objevil vraždící maniak, vybírající si své oběti i místa uskutečnění zločinu dle abecedního pořadí. Ani po výslechu rodičů zavražděné, sestry Megan a žárlivého přítele Donalda Frasera, se nepřijde na nic, co by mělo zásadní vliv na následující průběh vyšetřování. Tehdy také začíná Dr. Thompson pracovat na psychologickém profilu vraha a snaží se pochopit jeho mentalitu. S Poirotem se shodují na tom, že se jedná pravděpodobně o opomíjenou a nenáviděnou osobu toužící po slávě a publicitě.
Třetí dopis přijde až v den uskutečnění vraždy, protože se zpozdil kvůli nechtěně mylnému zadání Poirotovy adresy ze strany zločince. Tehdy Hastings jen tak prohodí, že za pozdním dodání třetího dopisu vězí vrahův úmysl v tom, aby detektivové nemohli učinit jakoukoliv prevenci. Belgičan se se svým přítelem ihned vydávají do jihoanglického přímořského městečka Churston, kde by vražda měla být spáchána. Dle očekávání ovšem naneštěstí přijedou pozdě. Ve svém rozlehlém domě je nalezen mrtvý uznávaný i bohatý doktor a sběratel, Sir Carmichael Clarke. Výslech charismatického mladšího bratra oběti Franklina Clarka a Carmichaelovy mladé a půvabné sekretářky Thory Greyové je opět bezvýsledný. Krátce po příjezdu do Londýna se ovšem přijde na nápad, že by se pozůstalí po obětech měli spojit a pomáhat Poirotovi a Hastingsovi při vyšetřování. A tak vznikne jakýsi spolek tvořený Mary Drowerovou, Donaldem Fraserem, Megan Barnardovou, Franklinem Clarkem a Thorou Greyovou. Čtvrtý dopis poukazuje na město Doncaster a na datum, kdy se ve městě konají koňské dostihy, na které se přijde podívat i mnoho cizinců. Proto jsou již toho dne všichni vyšetřovatelé i příbuzní minulých obětí na závodišti ve střehu. Nakonec je ovšem zavražděn jistý George Earlsfield v jednom z doncasterských kin. Čtvrtá oběť je ovšem zajímavá tím, že iniciály Earlsfieldova jména a příjmení neodpovídají správnému písmenu..
V knize se také průběžně vyskytují kapitoly pod názvem Nikoli z osobních vzpomínek kapitána Hastingse. V nich sledujeme život bezvýznamného obchodníčka Alexandera Bonaparta Custa. Ten je vždy na vrahem určených místech v určenou dobu. Navíc jeho psychologický profil sedí na vraždícího maniaka a iniciály jeho honosného jména se rovnají podpisu vraha u výhružných dopisů. Proto není divu, že si jej brzy všimne i Scotland Yard a zatkne jej pro podezření z několikanásobné vraždy. Když se ovšem Poirot s podezřelým střetne tváří v tvář, nedokáže uvěřit, že za vším stojí právě Cust a začne celý případ opět řádně prošetřovat.
Jednoho dne svolá schůzku spolku, jehož členy jsou příbuzní obětí a geniálním způsobem odhaluje, že za vším stojí zdánlivě nevinný a sympatický Franklin Clarke. Jeho motivem byly samozřejmě peníze. A jelikož Carmichaelova žena Charlotte umírá na rakovinu, nemá šanci svého manžela přežít. Smrti doktorovy manželky by pak jistě využila jeho půvabná sekretářka Thora Greyová a po Carmichaelově smrti by dědila ona. Kdyby ovšem Franklinův bratr zemřel dřív než Charlotte, všechen Carmichaelův majetek by po blízké smrti Charlotty připadl právě Franklinovi. Všechny dopisy a ostatní vraždy tedy byly jen odvedením pozornosti od pravého vrahova úmyslu. A tak se Hastingsova poznámka, že za pozdním dodání třetího dopisu vězel vrahův úmysl, stala pro celý případ klíčová a Poirotovi posloužila jako vodítko. Franklin Clarke si dále najal Alexandera Bonaparta Custa a úmyslně jej posílal na určitá místa v určitou dobu. Custova povaha a iniciály jeho jména se pachateli hodily ještě více. Poslední vraždu již Clarke odflákl a spáchal ji jen proto, aby se už naprosto vyhnul podezření. Dokonce si ani nedal práci s hledáním osoby, jejíž iniciály by začínaly na správné písmeno.
Po dokončení Poirotova monologu je Franklin Clarke zatčen, Alexander Bonaparte Cust se stává mediální senzací a Donald Fraser se dává dohromady s Megan Barnardovou.

## Adaptace
Na úspěch románu se pokusila navázat komediálně laděná filmová adaptace The Alphabet Murders (1965) sTonym Randallem, či třídílná minisérie z produkce BBC The ABC Murders (2018) s Johnem Malkovichem a Rupertem Grintem v hlavních úlohách. Vraždy podle abecedy pochopitelně mají své zastoupení i v úspěšném seriálu Hercule Poirot, kde hlavní roli belgického detektiva ztvárnil David Suchet, kapitán Hastings zase dostal tvář Hugha Frasera. Jedná se o první epizodu čtvrté série natočené roku 1992.